# Pizzo di Sevo
Il Pizzo di Sevo (2.419 m s.l.m.) è un rilievo dei Monti della Laga, nell'Appennino abruzzese, si eleva lungo il confine tra  l'Abruzzo e il Lazio all'interno del Parco nazionale del Gran Sasso e Monti della Laga, la vetta ricade nel territorio del comune di Amatrice.

## Descrizione
La montagna si erge accanto a Cima Lepri (2.445 m), non lontana dal Monte Gorzano (2.458 m), lungo la linea di cresta che arriva fino alla Macera della Morte (2.073 m), che segna  il confine tra Lazio, Abruzzo e Marche.

## Accesso alla vetta
La via normale di salita a Pizzo di Sevo (sentiero CAI con segnali bianco/rossi) si sviluppa lungo il Tracciolino di Annibale, percorso che la tradizione ritiene sia stato utilizzato dal condottiero cartaginese per raggiungere il versante adriatico dopo la battaglia del Lago Trasimeno.